# 愛宕 (弘前市)
愛宕（あたご）は、青森県弘前市の大字で、旧中津軽郡岩木町の大字。郵便番号は036-1302。

## 地理
町域の北部は細越、東部は鼻和、南東部から南部にかけて八幡、南部から西部にかけて宮地、北西部は新岡に接する。

### 小字
小字として三嶋・山下がある。

## 歴史
当地の主な産業は、りんごを入れる竹籠や竹細工である。

### 沿革
- 1889年（明治22年） - 大浦村の大字になる。
- 1891年（明治24年） - 当地の規模は人口324、戸数49、厩32（徴発物件一覧）。
- 1961年（昭和36年） - 岩木町大字植田になる。
- 2006年（平成18年） - 岩木町が弘前市に合併したことにより弘前市になったが、弘前市には植田町という地名があった為、弘前市大字愛宕となった。

## 世帯数と人口
2023年（令和5年）7月1日現在の世帯数と人口は以下の通りである。
| 大字             | 世帯数  | 人口  |
| ---------------- | ------- | ----- |
| 愛宕（小字全域） | 116世帯 | 255人 |

## 施設

### 消防
- 弘前市消防団第四方面団岩木東地区団愛宕分団消防屯所

### 寺院
- 橋雲寺

### 公共
- 弘前市愛宕多目的集会所

### その他
- 岩木上水道中央配水場

## 小・中学校の学区
市立小・中学校に通う場合、学区は以下の通りとなる。
| 大字 | 番・番地 | 小学校             | 中学校             |
| ---- | -------- | ------------------ | ------------------ |
| 愛宕 | 全域     | 弘前市立岩木小学校 | 弘前市立津軽中学校 |

## 交通
- 弘南バス

愛宕東口、愛宕（弘前バスターミナル - 新岡・葛原線）停留所。